# Quận Dallas, Alabama
Quận Dallas là một quận thuộc tiểu bang Alabama, Hoa Kỳ.
Quận lỵ đóng tại Selma. Quận có diện tích 2572 km2, dân số theo điều tra của Cục điều tra dân số Hoa Kỳ năm 2000 là 43.945 người.